# Stjepan Omero
Stjepan "Stipe" Omero (Split, 1941. – Split, 5. veljače 2017.) bio je hrvatski zagonetač.
Najviše je pisao za zagrebačke zagonetačke časopise Kviskoteku i Kvizoramu. Kao anagramist pobijedio je na IV. Prvenstvu Hrvatske 2000., a u Kviskoteci je jedini pet puta osvajao nagradu za anagram godine.
Uređivao je i zagonetačku rubriku u Slobodnoj Dalmaciji.
Pokopan je 8. veljače 2017. na splitskom groblju Lovrinac.